# 千葉県道173号南総月出線
千葉県道173号南総月出線（ちばけんどう173ごう なんそうつきいでせん）は、千葉県市原市南総地区から同市月出に至る一般県道である。

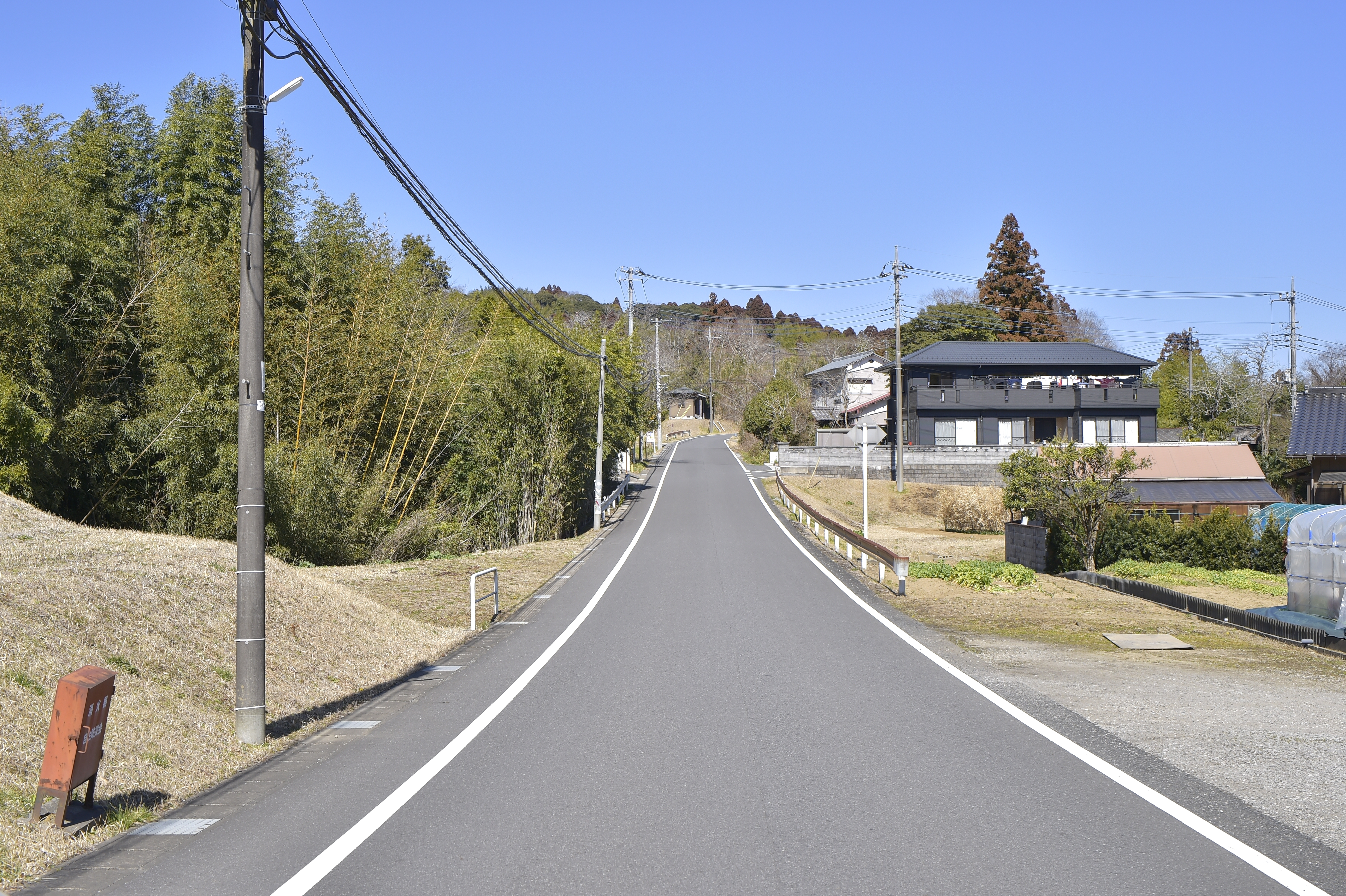
千葉県道173号南総月出線
市原市古敷谷（2023年2月）

## 路線データ
- 起点：市原市高滝（千葉県道168号鶴舞馬来田停車場線交点）[要出典]
- 終点：市原市月出（千葉県道172号大多喜里見線交点）
- 総延長：*.* km（市原土木事務所管内：*.* km）
- 重用延長：*.* km（市原土木事務所管内：*.* km）
- 実延長：7.342 km（市原土木事務所管内：7.342 km[1]）

## 路線状況

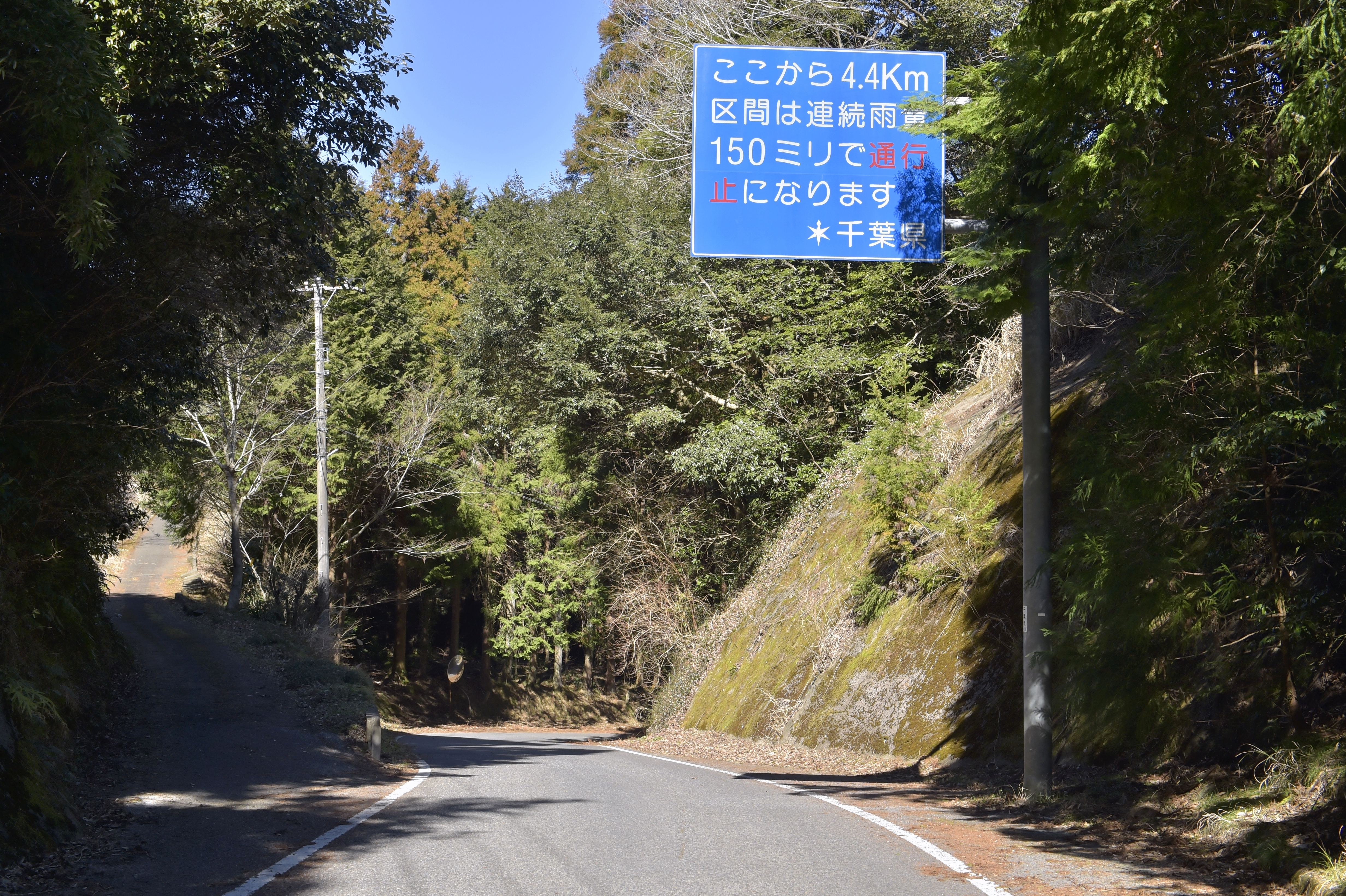
異常気象時通行規制の案内標識（市原市月出）

市原市古敷谷から市原市月出まで4.4 km区間は、異常気象時通行区間に指定（昭和46年指定）されており、時間雨量30ミリ以上、連続雨量150ミリ以上が観測されると、土砂崩壊・落石の危険が及ぶ恐れがあるため通行止め規制となる。迂回路として、千葉県道81号市原天津小湊線、千葉県道171号加茂長南線、千葉県道172号大多喜里見線から当路線へのルートが指定されている。

### 重複区間
- 千葉県道171号加茂長南線（市原市古敷谷）

### トンネル

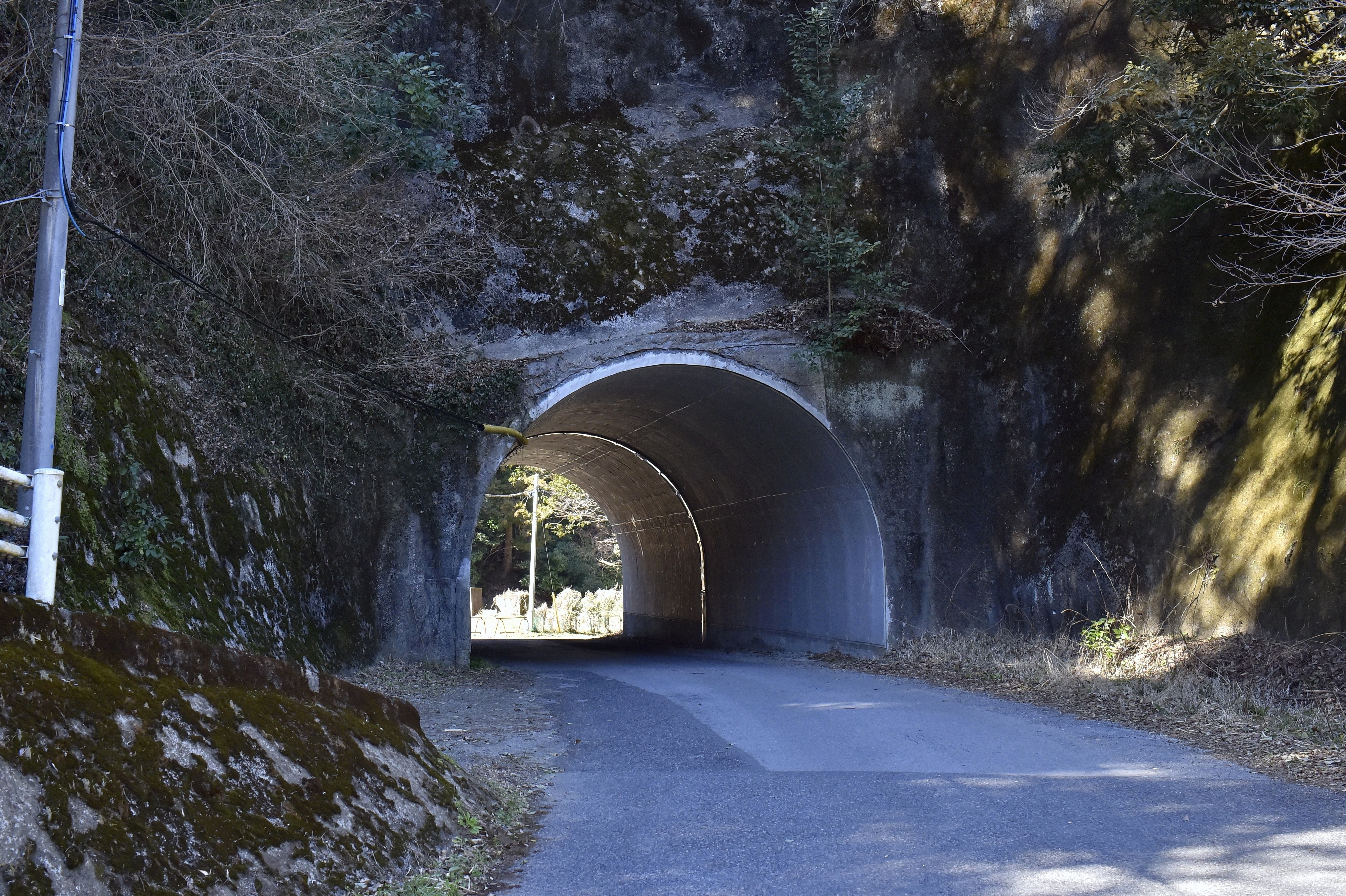
江孫トンネル（市原市古敷谷）

- 江孫トンネル（延長20 m、1921年完成）

## 地理

### 通過する自治体
- 市原市

### 交差する道路
- 千葉県道168号鶴舞馬来田停車場線 - 市原市高滝（起点）
- 千葉県道171号加茂長南線 - 市原市古敷谷 ※一部重複
- 千葉県道172号大多喜里見線 - 市原市月出（終点）